# Milichiella dimidiata
Milichiella dimidiata är en tvåvingeart som först beskrevs av Christian Rudolph Wilhelm Wiedemann 1830.  Milichiella dimidiata ingår i släktet Milichiella och familjen sprickflugor.

## Utbredning
Artens utbredningsområde är Surinam.